# Tugu (Cimanggis)
Tugu is een plaats in het onderstrict Cimanggis van de stad Depok in de provincie West-Java, Indonesië. Het dorp telt 88.416 inwoners (volkstelling 2010).